# Standard Bank Pro20 Series 2009/10
Die Standard Bank Pro20 Series 2009/10 war die siebte Saison der südafrikanischen Twenty20-Meisterschaft im Cricket und wurde von 3. Februar bis 12. März 2010 ausgetragen. Dabei nahmen die sechs Franchises an dem Turnier teil, die auch im First-Class Cricket in Südafrika aktiv sind. Sieger waren die Warriors, die sich im Finale mit 82 Runs gegen die Highveld Lions durchsetzten.

## Format
Die sechs Mannschaften spielten in einer Gruppe gegen jedes andere Team jeweils einmal. Die ersten vier qualifizierten sich für die Halbfinale, die im Best-of-Three-Modus ausgetragen wurden. Die Gewinner spielten im Finale den Sieger des Wettbewerbes aus.

## Gruppenphase
Tabelle
Am Ende der Saison hatte die Tabelle die folgende gestalt. Die Punktabzüge erfolgte auf Grund von zu langsamer Spielweise.
| Teams          | Sp. | S | N | U | R | NR | A | BP | Ded | Punkte | NRR    |
| -------------- | --- | - | - | - | - | -- | - | -- | --- | ------ | ------ |
| Warriors       | 5   | 4 | 1 | 0 | 0 | 0  | 0 | 0  | 0   | 16     | −0.110 |
| Titans         | 5   | 3 | 1 | 0 | 0 | 1  | 0 | 1  | 0   | 15     | +0.640 |
| Highveld Lions | 5   | 3 | 2 | 0 | 0 | 0  | 0 | 0  | 1   | 11     | +0.135 |
| Cape Cobras    | 5   | 2 | 3 | 0 | 0 | 0  | 0 | 1  | 0   | 9      | −0.073 |
| Eagles         | 5   | 2 | 3 | 0 | 0 | 0  | 0 | 0  | 0   | 8      | −0.107 |
| Dolphins       | 5   | 0 | 4 | 0 | 0 | 1  | 0 | 0  | 1   | 1      | −0.698 |

## Playoffs

### Halbfinale
| 24. Februar Scorecard | Johannesburg | Titans 143-5 (20)           | – | Highveld Lions 146-6 (20) |
|                       |              | Lions gewinnt mit 4 Wickets |   |                           |

| 26. Februar Scorecard | Port Elizabeth | Warriors 149-3 (20)         | – | Cape Cobras 146-8 (20) |
|                       |                | Warriors gewinnt mit 3 Runs |   |                        |

| 3. März Scorecard | Kapstadt | Warriors 121-6 (20)          | – | Cape Cobras 111-6 (20) |
|                   |          | Warriors gewinnt mit 10 Runs |   |                        |

| 5. März Scorecard | Centurion | Highveld Lions 186-5 (20) | – | Titans 176-7 (20) |
|                   |           | Lions gewinnt mit 10 Runs |   |                   |

Sowohl die Lions als auch die Warriors konnten ihre Halbfinale mit 2–0 gewinnen.

### Finale
| 18. März Scorecard | Kapstadt | Warriors 186-2 (20)          | – | Highveld Lions 104 (17.5) |
|                    |          | Warriors gewinnt mit 82 Runs |   |                           |